# Mandibulophoxus uncirostratus
Mandibulophoxus uncirostratus is een vlokreeftensoort uit de familie van de Phoxocephalidae. De wetenschappelijke naam van de soort is voor het eerst geldig gepubliceerd in 1890 door Giles.